# Rautispitz
Rautispitz är ett berg i Schweiz.   Det ligger i kantonen Glarus, i den östra delen av landet, 120 km öster om huvudstaden Bern. Toppen på Rautispitz är 2 283 meter över havet, eller 729 meter över den omgivande terrängen. Bredden vid basen är 22,8 km.
Terrängen runt Rautispitz är huvudsakligen bergig, men åt nordväst är den kuperad. Närmaste större samhälle är Mollis, 3,9 km nordost om Rautispitz. 
I omgivningarna runt Rautispitz växer i huvudsak blandskog. Runt Rautispitz är det ganska tätbefolkat, med 179 invånare per kvadratkilometer.